# Nanase Kiryu
Nanase Kiryu (木龍 七瀬, 31 de octubre de 1989) és una futbolista japonesa.

## Selecció del Japó
Va debutar amb la selecció del Japó el 2010. Va disputar 16 partits amb la selecció del Japó.

## Estadístiques
| Selecció del Japó | Selecció del Japó | Selecció del Japó |
| Anys              | Partits           | Gols              |
| ----------------- | ----------------- | ----------------- |
| 2010              | 3                 | 0                 |
| 2011              | 0                 | 0                 |
| 2012              | 2                 | 0                 |
| 2013              | 1                 | 0                 |
| 2014              | 10                | 3                 |
| Total             | 16                | 3                 |